# 大東文化大学ラグビー部
大東文化大学ラグビー部（だいとうぶんかだいがくらぐびーぶ、Daito Bunka Univ Rugby Football Club）は関東大学ラグビーリーグ戦グループ1部に所属する大東文化大学のラグビー部。略称は大東大（だいとうだい）または大東（だいとう）。

## 概要
1963年創部。1974年、関東大学ラグビーリーグ戦で初優勝。1980年代後半から90年代前半にトンガ旋風を巻き起し、一世を風靡した。大学選手権では3度優勝している。

## タイトル
- 全国大学ラグビーフットボール選手権大会 : 3回　（出場25回）
1986、19881、1994

- 関東大学ラグビーリーグ戦 : 9回
1974、1986、1987、1988、1991、1994、1995、2017、2024

- ジャパンセブンズ選手権大会: 1回
2016

- 東日本大学セブンズ: 2回
1999、2005

※年は全て年度。
1明治大学と同点両校優勝

## 戦績
近年のチームの戦績は以下のとおり。
| 年度 | 所属 | 勝敗      | 順位 | 監督           | 主将               | 大学選手権                         |
| ---- | ---- | --------- | ---- | -------------- | ------------------ | ---------------------------------- |
| 1996 | 1部  | 2勝5敗    | 6位  | 鏡保幸         | 掛川哲             |                                    |
| 1997 | 1部  | 4勝3敗    | 4位  | 鏡保幸         | 渡部謙吾           | 1回戦敗退 17-46 京都産業大学       |
| 1998 | 1部  | 4勝3敗    | 6位  | 鏡保幸         | 築井賢二           |                                    |
| 1999 | 1部  | 4勝3敗    | 4位  | 鏡保幸         | 赤羽根征也         | 準決勝敗退 33-46 関東学院大学      |
| 2000 | 1部  | 4勝2敗1分 | 3位  | 鏡保幸         | 大塚博之           | 2回戦敗退 31-78 慶應義塾大学       |
| 2001 | 1部  | 3勝4敗    | 5位  | 鏡保幸         | 田中洋平           | 1回戦敗退 24-49 早稲田大学         |
| 2002 | 1部  | 2勝5敗    | 6位  | シナリ・ラトゥ | 吹越秀則           |                                    |
| 2003 | 1部  | 3勝4敗    | 6位  | シナリ・ラトゥ | 相亮太             |                                    |
| 2004 | 1部  | 5勝2敗    | 3位  | シナリ・ラトゥ | 政田孝之           | 2回戦敗退 12-49 早稲田大学         |
| 2005 | 1部  | 4勝3敗    | 3位  | シナリ・ラトゥ | 木川隼吾           | 2回戦敗退 15-43 関東学院大学       |
| 2006 | 1部  | 4勝3敗    | 4位  | シナリ・ラトゥ | 戸嶋良太           | 1回戦敗退 17-29 明治大学           |
| 2007 | 1部  | 3勝4敗    | 5位  | シナリ・ラトゥ | 森雄基             | 1回戦敗退 0-43 明治大学            |
| 2008 | 1部  | 0勝7敗    | 8位  | シナリ・ラトゥ | 関戸直之           | ※入替戦 30-5 立正大学 1部残留      |
| 2009 | 1部  | 2勝5敗    | 7位  | 青木忍         | レプハ・ラトウイラ | ※入替戦 33-17 立正大学 1部残留     |
| 2010 | 1部  | 2勝5敗    | 5位  | 青木忍         | 濱口佳人           | 1回戦敗退 0-101 天理大学           |
| 2011 | 1部  | 3勝4敗    | 4位  | 青木忍         | 池田博文           | 1回戦敗退 17-49 同志社大学         |
| 2012 | 1部  | 1勝6敗    | 7位  | 青木忍         | 茂野海人           | ※入替戦 21-14 山梨学院大学 1部残留 |
| 2013 | 1部  | 5勝2敗    | 3位  | 青柳勝彦       | 高橋洋丞           | セカンドステージ敗退 (2勝1敗)      |
| 2014 | 1部  | 4勝3敗    | 4位  | 青柳勝彦       | 篠原祥太           | セカンドステージ敗退 (1勝2敗)      |
| 2015 | 1部  | 4勝3敗    | 4位  | 青柳勝彦       | 本間優             | 準決勝敗退 33-68 帝京大学          |
| 2016 | 1部  | 6勝1敗    | 3位  | 青柳勝彦       | 川向瑛             |                                    |
| 2017 | 1部  | 7勝0敗    | 1位  | 青柳勝彦       | 河野良太           | 準決勝敗退 21-43 明治大学          |
| 2018 | 1部  | 6勝1敗    | 2位  | 青柳勝彦       | 平田快笙           | 準々決勝敗退 17-30 天理大学        |
| 2019 | 1部  | 3勝4敗    | 4位  | 日下唯志       | 佐々木剛           |                                    |
| 2020 | 1部  | 1勝5敗1分 | 6位  | 日下唯志       | 南昂伸             |                                    |
| 2021 | 1部  | 5勝2敗    | 3位  | 日下唯志       | 酒木凜平           | 4回戦敗退 29-31 同志社大学         |
| 2022 | 1部  | 2勝5敗    | 7位  | 日下唯志       | 青木拓己, 吉瀬航汰 | ※入替戦 39-25 専修大学             |
| 2023 | 1部  | 4勝3敗    | 4位  | 酒井宏之       | 稲葉聖馬           |                                    |
| 2024 | 1部  | 5勝1敗1分 | 1位  | 酒井宏之       | 蓑洞功志           | 準々決勝敗退 12-59 京都産業大学    |

## 主な在籍選手
- 伊藤和樹（主将、SH・SO / 御所実業高）
- 大西樹（副将、HO / 御所実業高）

## 在籍した選手
- 鏡保幸（1971年度SO、元監督、元東京三洋電機 / 大東一高出身）
- ホポイ・タイオネ（1984年度No.8、元日本代表、元三洋電機ラグビー部所属 / トンガ出身）
- ノフォムリ・タウモエフォラウ（1984年度WTB、元日本代表、元三洋電機ラグビー部所属 / トンガ出身）
- 島田治（1986年度主将CTB、元伊勢丹所属 / 大東一高出身）
- 飯島均（1986年度FL、元三洋電機ワイルドナイツ監督、現パナソニックワイルドナイツ部長　/　府中西高出身）
- 反町光一（1986年度PR、元 東芝府中 / 本郷高出身）
- 中村幸司（1986年度LO、元ワールド所属  / 星林高出身）
- 船田義雄（1986年度CTB、元NEC所属 / 大東一高出身）
- 上野勇（1987年度主将FL、元リコー所属 / 川越工業高出身）
- 岡部慎司（1987年度LO、元リコー所属 / 川口高出身）
- 黒沢誠（1987年度FB、元 東芝府中 / 深谷高出身）
- 佐藤博剛（1987年度CTB、元伊勢丹所属 / 大東一高出身）
- 須藤明（1987年度SH、元リコー所属 / 大東一高出身）
- 堀夏保令（1987年度HO、元豊田自動織機所属  / 岐阜工業高出身）
- 矢嶋雅人（1987年度PR、元リコーブラックラムズ所属 / 前橋商業高出身）
- 日下唯志（1988年度主将LO、現監督、元NEC所属 / 八千代松陰高出身）
- 庄子進一（1988年度FL、元セコム所属 / 朝霞西高出身）
- 須藤幸治（1988年度FL、元伊勢丹所属 / 熊谷工業高出身）
- 高田国芳（1988年度WTB、元NEC所属 / 大東一高出身）
- 平岡正樹（1989年度主将HO、元リコーブラックラムズ所属 / 大東一高出身）
- 青木忍（1989年度SO、元監督、元日本代表、元リコー所属 / 大東一高出身）
- 井上淳一（1989年度PR、元伊勢丹所属 / 大東一高出身）
- 落合滋（1989年度CTB、元 東芝府中 / 和光高出身）
- シナリ・ラトゥ（1989年度No.8、元監督、元日本代表、元トンガ代表 / トンガ出身）
- 戸野部晃典（1989年度FB、元トヨタ自動車所属  / 岐阜工業高出身）
- 豊田実（1989年度LO、元トヨタ自動車所属  / 寄居高出身）
- 安井健（1989年度WTB、沼津工業高校監督、元ワールド所属  / 和歌山北高出身）
- ワテソニ・ナモア（1989年度WTB、元三洋電機ラグビー部所属 / トンガ出身）
- 小口耕平（1990年度主将PR、元リコーブラックラムズ所属 / 大東一高出身）
- 安食久和（1990年度FB、元伊勢丹所属 / 大東一高出身）
- 市川雅一（1990年度LO、元NEC所属 / 大東一高出身）
- 小森重義（1990年度WTB、元富士ゼロックス所属 / 大東一高出身）
- 櫻井良文（1990年度LO、元伊勢丹所属 / 与野農工高出身）
- 立花浩一郎（1990年度FL、元NEC所属 / 八千代松陰高出身）
- 野々村光芳（1990年度CTB、元ワールド所属  / 岐阜工業高出身）
- 原口幸弘（1990年度SH、元横河電機所属 / 熊谷工業高出身）
- 古澤敏男（1990年度CTB、元ヤマハ発動機ジュビロ所属 / 清水南高出身）
- 正木健（1990年度HO、元東京ガスラグビー部所属 / 朝霞高出身）
- 松本雄二（1990年度FB、元三洋電機ラグビー部所属 / 深谷高出身）
- 臼井章広（1991年度FL、元 東芝府中 / 東福岡高出身）
- 大石浩太郎（1991年度LO、元NTT関東ラグビー部所属 / 東福岡高出身）
- 奥山信一（1991年度FL、元セコム所属 / 大東一高出身）
- 北迫孝治（1991年度PR、六甲ファイティングブル所属 / 金光八尾高出身）
- 藤井洋明（1992年度主将FL、元新日鉄釜石所属 / 黒沢尻工業高出身）
- 足達文彦（1992年度WTB、元セコム所属 / 大東一高出身）
- 小倉英輝（1992年度WTB、元NEC所属 / 淀川工業高出身）
- 釜澤晋（1992年度LO・FL、元 東芝府中 / 三沢商高出身）
- 小森敦（1992年度CTB、元NTT関東ラグビー部所属 / 作新学院高出身）
- 鈴木雄二（1992年度SH、元セコム所属 / 東京高出身）
- 冨所照彦（1992年度HO、元セコム所属 / 高崎商業高出身）
- 平岡洋祐（1992年度PR、元東京ガスラグビー部所属 / 大東一高出身）
- 星野一郎（1992年度CTB、元伊勢丹所属 / 大東一高出身）
- 山田朋広（1992年度LO、元トヨタ自動車所属  / 岐阜工業高出身）
- 高木利幸（1993年度主将FL、元 東芝府中 / 作新学院高出身）
- 足立雄介（1993年度FL、元明治生命所属 / 保善高出身）
- 大手貴史（1993年度CTB、元ヤクルト所属 / 前橋東高出身）
- 大鷲紀幸（1993年度SO、元 東芝府中、元日本代表 / 深谷高出身）
- 小川修司（1993年度PR、元セコム所属 / 大東一高出身）
- 田島祐介（1993年度FB、元クボタ所属 / 東農大二高出身）
- 谷平雅晴（1993年度LO、元セコム所属 / 朝霞高出身）
- 辻拓哉（1993年度LO、元NEC所属 / 常総学院高出身）
- 松原淳（1993年度WTB、元トヨタ自動車ヴェルブリッツ所属  / 岐阜工業高出身）
- 井沢航（現姓・中村、1994年度主将FL、元日本代表、元三洋電機ラグビー部所属 / 相模台工高出身）
- 大谷津昌浩（1994年度WTB、元東京ガスラグビー部所属 / 作新学院高出身）
- 門倉豊（1994年度LO、元三洋電機ラグビー部所属 / 行田工業高出身）
- 酒井宏之（1994年度CTB、俳優、中央大学ラグビー部ヘッドコーチ、元日本A代表、元リコー所属 / 大東一高出身）
- 土橋輝久（1994年度CTB、元福岡サニックス監督、元日本航空JAL WINGS所属 / 作新学院高出身）
- 古川泰士（1994年度CTB、元クボタスピアーズ所属 / 行田工業高出身）
- 三輪健（1994年度PR、RED WING所属 / 西陵商業高出身）
- 森本力（1994年度SH、元NTT西日本グループ大阪所属 / 布施工業高出身）
- 山崎豪（1994年度LO、元横河電機所属、元横河武蔵野アトラスターズ監督 / 与野農工高出身）
- 米田政朋（1994年度PR、元 東芝府中 / 常総学院高出身）
- シオネ・ラトゥ（1995年度主将No.8、元日本代表。元三洋電機ラグビー部所属/ トンガ出身 / シナリの弟）
- 青柳勝彦（1995年度FL、前監督、元三洋電機ワイルドナイツ所属 / 大東一高出身）
- 浅野和義（1995年度FL、元セコムラガッツ所属 / 川口高出身）
- 梶浦貴久彦（1995年度CTB、RED WING所属 / 岐阜工業高出身）
- 金子博也（1995年度SH、元セコムラガッツ所属 / 熊谷工業高出身）
- 菊地祐介（1995年度PR、元東京ガスラグビー部所属 / 大東一高出身）
- 佐々木大介（1995年度HO、元リコーブラックラムズ所属 / 盛岡工業高出身）
- 澤口高正（1995年度LO、元日本代表、元セコムラガッツ所属 / 常総学院高出身）
- 鈴木政勝（1995年度CTB、元三洋電機ラグビー部所属 / 府中西高出身）
- 外山卓也（1995年度LO、元日野自動車レッドドルフィンズ所属 / 所沢北高出身）
- タカイ・パレイ（1995年度FL、元横河電機所属 / トンガ出身）
- 竹内健二（1995年度PR、元横河電機所属 / 川口高出身）
- 仲野哲也（1995年度SO、元セコムラガッツ所属 / 東農大二高出身）
- ロペティ・オト（1995年度WTB、元日本代表。元トヨタ自動車ヴェルブリッツ所属  / トンガ出身）
- 浦田義之（1996年度CTB、元NTTドコモ関西所属 / 啓光学園高出身）
- 海江田政之（1996年度SH、元リコーブラックラムズ所属 / 大東一高出身）
- 菊池政吉（1996年度LO、元ヤマハ発動機ジュビロ所属 / 宮古高出身）
- 関島鳴海（1996年度WTB、元日野自動車レッドドルフィンズ所属 / 大東一高出身）
- 森岡研吾（1996年度FB、元新日鉄釜石所属 / 大東一高出身）
- 安村信一郎（1996年度FL、元セコムラガッツ所属 / 関東学園附属高出身）
- 山本幸司（1996年度PR、元ワールドファイティングブル所属 / 啓光学園高出身）
- 渡部謙吾（1997年度主将LO、総合格闘家 / 草加高出身）
- 赤羽根拓也（1997年度FL、元リコーブラックラムズ所属 / 大東一高出身）
- 大鷲興二（1997年度SH、元NECグリーンロケッツ所属 / 熊谷工業高出身）
- 久保晃一（1997年度FL、元日本代表、元ヤマハ発動機ジュビロ所属 / 寄居高出身）
- 佐藤俊春（1997年度CTB、元セコムラガッツ所属 / 専大松戸高出身）
- 福岡幸治（1997年度CTB、元ワールドファイティングブル、元日本代表、現帝京大学ラグビー部キッキングコーチ / 八幡工業高出身）
- 筑井賢二（1998年度主将FB、元リコーブラックラムズ所属 / 埼工大深谷高出身）
- 甲斐英二（1998年度LO、元クボタスピアーズ所属 / 熊本西高出身）
- 高木弘之（1998年度CTB、元栗田工業ウォーターガッシュ所属 / 相模台工高出身）
- 武井一真（1998年度FL、元三洋電機ラグビー部所属 / 白石工業高出身）
- 田中誠士（1998年度FB、元NECグリーンロケッツ所属 / 岐阜工業高出身）
- 松尾大樹（1998年度HO、元 東芝府中、元日本代表 / 東福岡高出身）
- 山内智一（1998年度WTB・CTB、元三洋電機ワイルドナイツ所属 / 宮古高出身）
- 武藤耕平（1998年度SH、元日野自動車レッドドルフィンズ所属 / 大東一高出身）
- 森闘志也（1998年度SO、紫波オックス所属 / 埼工大深谷高出身）
- 脇屋洋一（1998年度FL、元セコムラガッツ所属 / 横浜立野高出身）
- 赤羽根征也（1999年度主将CTB、元リコーブラックラムズ所属 / 大東一高出身）
- 阿部祐大（1999年度CTB、元セコムラガッツ所属 / 秋田工業高出身）
- 植木美晴（1999年度PR、元セコムラガッツ所属 / 大東一高出身）
- 白水健介（1999年度LO、元日本IBMビッグブルー所属 / 大東一高出身）
- 原敢（1999年度WTB、元コカ・コーラウエストジャパン所属 / 東福岡高出身）
- マナコ朗仁（1999年度FL・No.8、元ワールドファイティングブル  / トンガ出身）
- 大塚博之（2000年度主将HO、元NECグリーンロケッツ所属 / 常総学院高出身）
- 生沼元（2000年度LO、元セコムラガッツ所属 / 大東一高出身 / 知裕の兄）
- 梅居忠史（2000年度WTB、元富士ゼロックスFIREBIRD所属 / 熊本西高出身）
- 太田幸己（2000年度WTB、元リコーブラックラムズ所属 / 西陵商業高出身）
- 田口学（2000年度PR、元NTTドコモ関西所属 / 津山工業高出身）
- 村瀬昌弘（2000年度LO、元ヤマハ発動機ジュビロ所属 / 岐阜工業高出身）
- 露木健也（2000年度LO・FL・No.8、日本航空JAL WINGS所属 / 大東一高出身）
- 真羽闘力（2000年度FL・No.8、元ワールドファイティングブル、元日本代表 / トンガ出身）
- 田中洋平（2001年度主将CTB、元リコーブラックラムズ所属 / 大東一高出身）
- 井上潤（2001年度FL、元福岡サニックス所属 / 東福岡高出身）
- 大西泰造（2001年度FB、元NTTドコモ関西所属 / 松山商業高出身）
- 片岡俊介（2001年度PR、元リコーブラックラムズ所属 / 東京学館高出身）
- 島田聡宜（2001年度PR、元富士ゼロックスFIREBIRD所属 / 所沢北高出身）
- 中村憲二（2001年度PR、大阪府警察ラグビー部所属 / 伏見工業高出身）
- 畑山幸彦（2001年度CTB、元セコムラガッツ所属 / 三本木農業高出身）
- 松尾健（2001年度SO、元NECグリーンロケッツ所属 / 東福岡高出身）
- 森雄一郎（2001年度SH、元栗田工業ウォーターガッシュ所属 / 保善高出身）
- ルアタンギ・侍バツベイ（2001年度LO・No.8、元近鉄ライナーズ所属、日本代表 / トンガ出身）
- 吹越秀則（2002年度主将HO、元富士ゼロックスFIREBIRD所属 / 三本木農業高出身）
- 石塚忠広（2002年度LO、元NTTドコモ関西所属 / 大東一高出身）
- 岩井良二（2002年度CTB、元富士ゼロックスFIREBIRD所属 / 東農大二高出身）
- 坂尾英之（2002年度PR、元横河武蔵野アトラスターズ所属 / 和光高出身）
- 高田幸二（2002年度PR、日本IBMビッグブルー所属 / 三本木農業高出身）
- 中垣裕介（2002年度CTB、元ヤマハ発動機ジュビロ所属 / 西陵商業高出身）
- ナタニエラ・オト（2002年度WTB、元東芝ブレイブルーパス所属、日本代表 / トンガ出身 / ロペティの弟）
- 山中俊幸（2002年度SH、日本IBMビッグブルー所属 / 熊谷工業高出身）
- 相亮太（2003年度主将FL、流経大柏高校監督、元リコーブラックラムズ所属 / 大東一高出身）
- 吉村昭祐（2003年度SH、元ホンダヒート所属 / 大東一高出身）
- 生沼知裕（2003年度LO、リコーブラックラムズ所属 / 大東一高出身 / 元の弟）
- 石神勝（2003年度LO、NTTコミュニケーションズシャイニングアークス所属 / 岐阜第一高出身）
- 海老原康広（2003年度WTB、清水建設ブルーシャークス所属 / 大東一高出身）
- 神野眞（2003年度CTB、元ホンダヒート所属 / 西陵商業高出身）
- 志村知宏（2003年度PR、元トヨタ自動車ヴェルブリッツ所属 / 白根高出身）
- 棟方真吾（2003年度CTB、元日本IBMビッグブルー所属 / 三本木農業高出身）
- 藤田登（2003年度PR、元横河武蔵野アトラスターズ所属 / 大東一高出身）
- 丸山隆正（2003年度LO、セコムラガッツ所属 / 大東一高出身）
- 山本健太（2003年度LO・FL・No.8、三菱重工相模原ダイナボアーズ所属 / 作新学院高出身）
- 政田孝之（2004年度主将FB、元ホンダヒート所属 / 伏見工業高出身）
- 太田秀己（2004年度FL、元三洋電機ワイルドナイツ所属 / 西陵商業高出身）
- 佐藤大作（2004年度FB、元日本IBMビッグブルー所属 / 仙台工業高出身）
- 羽鳥雅典（2004年度PR、ヤクルトレビンズ所属 / 大東一高出身）
- 藤山慎也（2004年度FB、元横河武蔵野アトラスターズ所属 / 東福岡高出身）
- マヘ・トゥビ（2004年度FL・No.8、釜石シーウェイブス所属 / トンガ出身）
- 木川隼吾（2005年度主将PR、パナソニックワイルドナイツ所属 / 深谷高出身）
- 飯島陽一（2005年度LO・FL、パナソニックワイルドナイツ所属 / 岡谷工業高出身）
- 岩渕俊輔（2005年度WTB、元リコーブラックラムズ所属 / 仙台育英高出身）
- 小泉利治（2005年度FL、元トヨタ自動車ヴェルブリッツ所属 / 三本木農業高出身）
- 畠山健（2005年度WTB・FB、日本IBMビッグブルー所属 / 仙台育英高出身）
- ビリアミ・ファカトウ（2005年度WTB、元サントリーフーズサンデルフィス所属 / トンガ出身）
- 松本卓也（2005年度FB、元栗田工業ウォーターガッシュ所属 / 湘南工大附属高出身）
- 山下孔明（2005年度CTB、元富士ゼロックスFIREBIRD所属 / 湘南工大附属高出身）
- ロトゥ・フィリピーネ（2005年度No.8、元日本IBMビッグブルー所属 / トンガ出身）
- 井野達則（2006年度FL、Blue Hawks所属 / 熊谷工業高出身）
- 高木聡（2006年度CTB、元神戸製鋼コベルコスティーラーズ所属 / 四日市農芸高出身）
- 寺西一生（2006年度SH、大阪府警察ラグビー部所属 / 大阪桐蔭高出身）
- 船戸彰（2006年度HO、元富士ゼロックスFIREBIRD所属 / 国学院栃木高出身）
- 森雄基（2007年度主将HO、リコーブラックラムズ所属 / 啓光学園高出身）
- カウヘンガ・桜・エモシ（2007年度LO、トンガ代表、リコーブラックラムズ所属 / トンガ出身）
- 白石達也（2007年度FL、元リコージャパンラグビー部所属 / 江の川高出身）
- 須藤涼太（2007年度PR、横河武蔵野アトラスターズ所属 / 山梨桂高出身）
- 住田圭（2007年度PR、元リコーブラックラムズ所属 / 東福岡高出身）
- 銭場遼太郎（2007年度PR、元日野自動車レッドドルフィンズ所属 / 大東一高出身）
- 升館廣範（2007年度SH、元日本航空JAL WINGS所属 / 三本木農業高出身）
- 松井一実（2007年度FL、タイセイハウジーレッズ所属 / 常総学院高出身）
- 山内泰士（2007年度PR、元日本IBMビッグブルー所属 / 八千代松陰高出身）
- 林完（2007年度FL、総合格闘家、元横河武蔵野アトラスターズ所属 / 東福岡高出身）
- 関戸直之（2008年度主将FL、日野自動車レッドドルフィンズ所属 / 山梨桂高出身）
- 小笠原大樹（2008年度SO、元キヤノンイーグルス所属 / 東海大相模高校出身）
- 坂下拓也（2008年度HO、清水建設ブルーシャークス所属 / 大東一高出身）
- シリベヌシ・ナウランギ（2008年度PR、三菱重工相模原ダイナボアーズ所属 / トンガ出身）
- 新川裕太（2008年度SO、元日本IBMビッグブルー所属 / 大阪桐蔭高出身）
- 升屋亮祐（2008年度SO、タイセイハウジーレッズ所属 / 男鹿工業高出身）
- 森山展行（2008年度FL・No.8、日本IBMビッグブルー所属 / 札幌山の手高出身）
- 吉田貴徳（2008年度WTB、元日野自動車レッドドルフィンズ所属 / 正智深谷高出身）
- ラトゥイラレプハ（2009年度主将FL・No.8、7人制日本代表、近鉄ライナーズ所属 / トンガ出身）
- 生方信孝（2009年度SH・WTB、ホンダヒート所属、7人制日本代表 / 大東一高出身）
- 大窪光（2009年度LO、神戸製鋼コベルコスティーラーズ所属 / 近大附属高出身）
- 長沼光輝（2009年度PR、明治安田生命ホーリーズ所属 / 岡谷工業高出身）
- 松田圭祐（2009年度LO、東芝ブレイブルーパス所属 / 大東一高出身）
- 大庭侑馬（2010年度WTB、三菱重工相模原ダイナボアーズ所属 / 御所工業高出身）
- 越智泰太（2010年度WTB、大阪府警察ラグビー部所属 / 新田高出身）
- 神谷真幸（2010年度FB、TOSENクリーンファイターズ所属 / 静岡工業高出身）
- 斉田晃平（2010年度LO・FL、ヤマハ発動機ジュビロ所属 / 仙台工業高出身）
- 滝内良太（2010年度CTB、北海道バーバリアンズ所属 / 三本木農業高出身）
- 出村知也（2010年度SH、明治安田生命ホーリーズ所属 / 江の川高出身）
- 濱口佳人（2010年度FL、大阪府警察ラグビー部所属 / 近大附属高出身）
- 武政徹哉（2010年度CTB、TOSENクリーンファイターズ所属 / 深谷高出身）
- 池田博文（2011年度主将LO、富士ゼロックスFIREBIRD所属 / 佐賀工業高出身）
- 井川嗣馬（2011年度HO、明治安田生命ホーリーズ所属 / 大東一高出身）
- 林博紀（2011年度SO、元中部電力ラグビー部所属 / 春日丘高出身）
- 深野卓（2011年度PR、タイセイハウジーレッズ所属 / 東農大二高出身）
- 茂野海人（2012年度主将SH、NECグリーンロケッツ所属 / 江の川高出身）
- 井上智博（2012年度SH、TOSENクリーンファイターズ所属 / 札幌山の手高出身）
- 川瀬幸輝（2012年度FL、ホンダヒート所属 / 御所工業高出身）
- 川端尚也（2012年度LO、ヤクルトレビンズ所属 / 東海大相模高校出身）
- 鈴木智裕（2012年度CTB、秋田ノーザンブレッツラグビーフットボールクラブ所属 / 秋田中央高出身）
- フィナウ・フィリペサーリ（2012年度FL、クボタスピアーズ所属 / 作新学院高出身）
- 高橋洋丞（2013年度主将PR、トヨタ自動車ヴェルブリッツ所属 / 正智深谷高出身）
- 井東祐介（2013年度LO・FL、富士ゼロックスFIREBIRD所属 / 大東一高出身）
- 梶伊織（2013年度SO・CTB、パナソニックワイルドナイツ所属 / 御所実業高出身）
- 坂下大地（2013年度CTB、元サントリーフーズサンデルフィス所属 / 明大中野八王子高出身）
- 江口裕太（2014年度PR、新日鉄住金八幡ラグビー部所属 / 海星高出身）
- 木藤古翔吾（2014年度SH、ユニチカ・フェニックス所属 / 朝明高出身）
- 久保田力（2014年度CTB、サントリーフーズサンデルフィス所属 / 東福岡高出身）
- 柴田魁（2014年度HO、明治安田生命ホーリーズ所属 / 遠軽高出身）
- 鈴木秀明（2014年度FL、コカ・コーラレッドスパークス所属 / 岡谷工業高出身）
- 相馬諒（2014年度CTB、サントリーフーズサンデルフィス所属 / 大東一高出身）
- テビタ・ツポウ（2014年度FL・No.8、パナソニックワイルドナイツ所属 / 日本航空石川高出身）
- 本間優（2015年度主将PR、中部電力ラグビー部所属/春日丘高出身）
- 碓井廉（2015年度SO、JR九州サンダース所属 / 佐賀工業高出身）
- 長谷川峻太（2015年度LO・FL、パナソニックワイルドナイツ所属、7人制日本代表 / 日本航空石川高出身）
- 川向瑛（2016年度主将SO・CTB、クボタスピアーズ所属 / 鹿児島実業高出身）
- 大道勇喜（2016年度WTB・FB、豊田自動織機シャトルズ所属 / 長崎海星高出身）
- 戸室達貴（2016年度CTB・WTB、パナソニックワイルドナイツ所属 / 樹徳高出身）
- 中村和史（2016年度PR、日野自動車レッドドルフィンズ所属 / 大東一高出身）
- ホセア・サウマキ（2016年度WTB・FB、7人制トンガ代表、キヤノンイーグルス所属 / トンガ出身）
- 河野良太（2017年度主将、FL、中部電力ラグビー部所属 / 春日丘高出身）
- 岡新之助タフォキタウ（2017年度SH・WTB、トンガ代表、クリーンファイターズ山梨所属 / トンガ高出身）
- 中川和真（2017年度SO・CTB・FB、キヤノンイーグルス所属 / 函館工業高出身）
- 盛田気（2017年度WTB・FB、宗像サニックスブルース所属 / 日川高出身）
- ラトゥクルーガー（2017年度SO・CTB・FB、パナソニックワイルドナイツ所属 / ティマルボーイズ高出身）
- 平田快笙（2018年度主将、HO、東芝ブレイブルーパス所属 / 大東一高出身）
- 湯川純平（2018年度FL・No.8、リコーブラックラムズ所属 / 御所実業高出身）
- 古畑翔（2018年度PR、パナソニックワイルドナイツ所属 / 大阪桐蔭高出身）
- 浅沼樹羅（2018年度FL、パナソニックワイルドナイツ所属 / 三本木農業高出身）
- アマト・ファカタヴァ（2018年度No.8、リコーブラックラムズ所属 / トンガカレッジ出身）
- タラウ・ファカタヴァ（2018年度LO、リコーブラックラムズ所属 / トンガカレッジ出身）
- 佐々木剛（2019年度主将、No.8、東芝ブレイブルーパス所属 / 八戸西高）
- 星野大紀（2019年度CTB、コカ・コーラレッドスパークス所属 / 春日丘高）
- 藤井大喜（2019年度PR、パナソニックワイルドナイツ所属 / 黒沢尻工業高）
- 服部鋼亮（2019年度LO、セコムラガッツ所属 / 春日丘高出身）
- 塩田蔵人（2019年度PR、東芝ブレイブルーパス東京所属 / 気仙沼向洋高出身）
- 南昂伸（2020年度主将、7人制日本代表、SH、リコーブラックラムズ所属 / 御所実業高）
- 鈴木匠（2020年度SO・FB、豊田自動織機シャトルズ所属 / 札幌山の手高）
- 呉山聖道（2020年度LO・FL、中国電力レッドレグリオンズ所属 / 大阪桐蔭高）
- シオペ・ロロタヴォ（2020年度CTB、中国電力レッドレグリオンズ所属 / ウェズリーカレッジ）
- 酒木凜平（2021年度主将、PR・HO、コベルコ神戸スティーラーズ所属 / 御所実業高出身）
- 小島燎成（2021年度PR、NTTドコモレッドハリケーンズ大阪所属 / 秋田工業高出身）
- 東海林拓実（2021年度SH、釜石シーウェイブスRFC所属 / 山形中央高出身）
- 野口大貴（2021年度PR、釜石シーウェイブスRFC所属 / 遠軽高出身）
- 青木拓己（2022年度共同主将、SO・CTB・FB、リコーブラックラムズ東京所属 / 御所実業高）
- サイモニ・ヴニランギ（2022年度LO・No.8、東京サントリーサンゴリアス所属 / マッセイ高）
- 落和史（2022年度SO、釜石シーウェイブスRFC所属 / 石見智翠館高）
- 塩田海輝（2022年度LO・FL、横河武蔵野アトラスターズ所属 / 大東一高）
- 戸野部謙（2022年度CTB、豊田自動織機シャトルズ愛知所属 / 岐阜工業高）
- 松田武蔵（2022年度WTB・CTB、セコムラガッツ所属 / ロトルアボーイズ高）
- 稲葉聖馬（2023年度主将、SH、リコーブラックラムズ東京所属 / 御所実業高）
- ペニエリ・ジュニア・ラトゥ（2023年度WTB・CTB、リコーブラックラムズ東京所属 / Stぺーターズカレッジ）
- 松山青（2023年度PR、日本製鉄釜石シーウェイブスRFC所属 / 岐阜工業高）
- 西林勇登（2023年度HO・FL・No.8、日本製鉄釜石シーウェイブスRFC所属 / 御所実業高）
- 鈴木雄海（2023年度LO・FL、日本製鉄釜石シーウェイブスRFC所属 / 金足農業高）
- 辻岡優希（2023年度LO・FL、狭山セコムラガッツ所属 / 和歌山工業高）
- ハニテリ・ヴァイレア（2024年度CTB・WTB・FB、三菱重工相模原ダイナボアーズ所属 / 青森山田高）
- リサラ・フィナウ（2024年度PR、埼玉パナソニックワイルドナイツ所属 / 青森山田高）
- 佐々木柚樹（2024年度LO・FL、浦安D-Rocks所属 / 八戸工業高）
- 足立祥英（2024年度SH、JR九州サンダース所属 / 東福岡高）

## 所在地
- 埼玉県東松山市岩殿360